# Cernay (Eure-et-Loir)
Cernay – miejscowość i gmina we Francji, w Regionie Centralnym, w departamencie Eure-et-Loir.
Według danych na rok 1990 gminę zamieszkiwało 71 osób, a gęstość zaludnienia wynosiła 9 osób/km² (wśród 1842 gmin Regionu Centralnego Cernay plasuje się na 1055. miejscu pod względem liczby ludności, natomiast pod względem powierzchni na miejscu 1246.).